# 2008-as úszó-Európa-bajnokság
A 2008-as úszó-Európa-bajnokságot Eindhovenben, Hollandiában rendezték március 13. és március 24. között. Az Eb-n 54 versenyszámot rendeztek.

## Éremtáblázat
(A táblázatban Magyarország és a rendező nemzet eltérő háttérszínnel kiemelve.)
| Helyezés | Nemzet           | Arany | Ezüst | Bronz | Összesen |
| 1.       | Oroszország      | 12    | 8     | 5     | 25       |
| 2.       | Olaszország      | 5     | 8     | 8     | 21       |
| 3.       | Franciaország    | 5     | 4     | 4     | 13       |
| 4.       | Spanyolország    | 5     | 3     | 4     | 12       |
| 5.       | Németország      | 4     | 4     | 1     | 9        |
| 6.       | Hollandia        | 4     | 3     | 3     | 10       |
| 7.       | Magyarország     | 3     | 4     | 2     | 9        |
| 8.       | Ausztria         | 3     | 2     | 3     | 8        |
| 9.       | Svédország       | 3     | 1     | 6     | 10       |
| 10.      | Ukrajna          | 2     | 4     | 7     | 13       |
| 11.      | Nagy-Britannia   | 2     | 2     | 0     | 4        |
| 12.      | Norvégia         | 1     | 2     | 0     | 3        |
| 13.      | Görögország      | 1     | 1     | 0     | 2        |
| 13.      | Szlovénia        | 1     | 1     | 0     | 2        |
| 13.      | Svájc            | 1     | 1     | 0     | 2        |
| 16.      | Lengyelország    | 1     | 0     | 1     | 2        |
| 17.      | Szerbia          | 1     | 0     | 0     | 1        |
| 18.      | Horvátország     | 0     | 2     | 1     | 3        |
| 18.      | Finnország       | 0     | 2     | 1     | 3        |
| 20.      | Románia          | 0     | 1     | 4     | 5        |
| 21.      | Fehéroroszország | 0     | 1     | 1     | 2        |
| 22.      | Dánia            | 0     | 0     | 1     | 1        |
| 22.      | Litvánia         | 0     | 0     | 1     | 1        |
| 22.      | Szlovákia        | 0     | 0     | 1     | 1        |
| Összesen | Összesen         | 54    | 54    | 54    | 162      |

## Érmesek

### Úszás

#### Férfi
| Versenyszám                     | Arany                                                                                      | Arany       | Ezüst                                                                                        | Ezüst    | Bronz                                                                                      | Bronz    |
| ------------------------------- | ------------------------------------------------------------------------------------------ | ----------- | -------------------------------------------------------------------------------------------- | -------- | ------------------------------------------------------------------------------------------ | -------- |
| 50 m-es gyorsúszás              | Alain Bernard · Franciaország                                                              | 21,66       | Duje Draganja · Horvátország                                                                 | 22,00    | Stefan Nystrand · Svédország                                                               | 22,16    |
| 100 m-es gyorsúszás             | Alain Bernard · Franciaország                                                              | 47,50 WR    | Stefan Nystrand · Svédország                                                                 | 48,40    | Filippo Magnini · Olaszország                                                              | 48,53    |
| 200 m-es gyorsúszás             | Paul Biedermann · Németország                                                              | 1:46,59     | Amaury Leveaux · Franciaország                                                               | 1:46,99  | Massimiliano Rosolino · Olaszország                                                        | 1:47,33  |
| 400 m-es gyorsúszás             | Yury Prilukov · Oroszország                                                                | 3:45,10 CR  | Massimiliano Rosolino · Olaszország                                                          | 3:45,19  | Nyikita Lobincev · Oroszország                                                             | 3:46,75  |
| 800 m-es gyorsúszás             | Kis Gergő · Magyarország                                                                   | 7:51,94 CR  | Samuel Pizzetti · Olaszország                                                                | 7:54,09  | Dragoș Coman · Románia                                                                     | 7:54,37  |
| 1500 m-es gyorsúszás            | Yury Prilukov · Oroszország                                                                | 14:50,40 CR | David Davies · Egyesült Királyság                                                            | 14:54,28 | Mateusz Sawrymowicz · Lengyelország                                                        | 14:58,78 |
|                                 |                                                                                            |             |                                                                                              |          |                                                                                            |          |
| 50 m-es hátúszás                | Aristeidis Grigoriadis · Görögország                                                       | 25,13       | Flori Lang · Svájc                                                                           | 25,18    | Lubos Krizko · Szlovákia                                                                   | 25,44    |
| 100 m-es hátúszás               | Markus Rogan · Ausztria                                                                    | 54,03       | Aristeidis Grigoriadis · Görögország                                                         | 54,27    | Arkady Vyatchanin · Oroszország                                                            | 54,45    |
| 200 m-es hátúszás               | Markus Rogan · Ausztria                                                                    | 1:55,85     | Arkady Vyatchanin · Oroszország                                                              | 1:57,04  | Răzvan Florea · Románia                                                                    | 1:57,53  |
|                                 |                                                                                            |             |                                                                                              |          |                                                                                            |          |
| 50 m-es mellúszás               | Oleg Lisogor · Ukrajna                                                                     | 27,43       | Alexander Dale Oen · Norvégia                                                                | 27,53    | Alessandro Terrin · Olaszország                                                            | 27,64    |
| 100 m-es mellúszás              | Alexander Dale Oen · Norvégia                                                              | 59,76 ER    | Hugues Duboscq · Franciaország                                                               | 59,78    | Oleg Lisogor · Ukrajna                                                                     | 1:00,53  |
| 200 m-es mellúszás              | Grigorij Falko · Oroszország                                                               | 2:09,64 CR  | Alexander Dale Oen · Norvégia                                                                | 2:09,74  | Hugues Duboscq · Franciaország                                                             | 2:09,91  |
|                                 |                                                                                            |             |                                                                                              |          |                                                                                            |          |
| 50 m-es pillangóúszás           | Milorad Čavić · Szerbia                                                                    | 23,11 ER    | Sergiy Breus · Ukrajna                                                                       | 23,48    | Rafael Muñoz Pérez · Spanyolország                                                         | 23,60    |
| 100 m-es pillangóúszás          | Jevgenyij Korotiskin · Oroszország                                                         | 51,89 CR    | Peter Mankoč · Szlovénia                                                                     | 52,07    | Rafael Muñoz Pérez · Spanyolország                                                         | 52,09    |
| 200 m-es pillangóúszás          | Ioannis Drymonakos · Görögország                                                           | 1:54,16 ER  | Paweł Korzeniowski · Lengyelország                                                           | 1:54,38  | Nikolay Skvortsov · Oroszország                                                            | 1:54,65  |
|                                 |                                                                                            |             |                                                                                              |          |                                                                                            |          |
| 200 m-es vegyes úszás           | Cseh László · Magyarország                                                                 | 1:58,02     | Dinko Jukić · Ausztria                                                                       | 1:59,65  | Vytautas Janusaitis · Litvánia                                                             | 2:00,17  |
| 400 m-es vegyes úszás           | Cseh László · Magyarország                                                                 | 4:09,59 ER  | Ioannis Drymonakos · Görögország                                                             | 4:14,72  | Luca Marin · Olaszország                                                                   | 4:16,69  |
|                                 |                                                                                            |             |                                                                                              |          |                                                                                            |          |
| 4 × 100 m-es gyorsúszás váltó   | Svédország · Marcus Piehl · Stefan Nystrand · Petter Stymne · Jonas Persson                | 3:15,41     | Olaszország · Massimiliano Rosolino · Alessandro Calvi · Christian Galenda · Filippo Magnini | 3:15,77  | Hollandia · Mitja Zastrow · Bas van Velthoven · Robert Lijesen · Pieter van den Hoogenband | 3:15,88  |
| 4 × 200 m-es gyorsúszás váltó   | Olaszország · Emiliano Brembilla · Massimiliano Rosolino · Nicola Cassio · Filippo Magnini | 7:09,94     | Oroszország · Nyikita Lobincev · Alekszandr Szuhorukov · Jevgenyij Lagunov · Yury Prilukov   | 7:11,70  | Ausztria · Dominik Koll · Markus Rogan · David Brandl · Dinko Jukić                        | 7:13,99  |
| 4 × 100 m-es vegyes úszás váltó | Oroszország · Arkady Vyatchanin · Grigorij Falko · Jevgenyij Korotiskin · Andrej Grecsin   | 3:34,25 ER  | Horvátország · Gordan Kožulj · Vanja Rogulj · Mario Todorović · Duje Draganja                | 3:36,32  | Svédország · Simon Sjödin · Jonas Andersson · Lars Frölander · Stefan Nystrand             | 3:36,85  |

#### Női
| Versenyszám                     | Arany                                                                                   | Arany       | Ezüst                                                                                         | Ezüst    | Bronz                                                                                    | Bronz    |
| ------------------------------- | --------------------------------------------------------------------------------------- | ----------- | --------------------------------------------------------------------------------------------- | -------- | ---------------------------------------------------------------------------------------- | -------- |
| 50 m-es gyorsúszás              | Marleen Veldhuis · Hollandia                                                            | 24,09 WR    | Hinkelien Schreuder · Hollandia                                                               | 24,59    | Therese Alshammar · Svédország                                                           | 24,71    |
| 100 m-es gyorsúszás             | Marleen Veldhuis · Hollandia                                                            | 53,77       | Hanna-Maria Seppälä · Finnország                                                              | 54,04    | Inge Dekker · Hollandia                                                                  | 54,12    |
| 200 m-es gyorsúszás             | Sara Isakovič · Szlovénia                                                               | 1:57,45     | Camelia Potec · Románia                                                                       | 1:57,47  | Mutina Ágnes · Magyarország                                                              | 1:58,06  |
| 400 m-es gyorsúszás             | Federica Pellegrini · Olaszország                                                       | 4:01,53 WR  | Coralie Balmy · Franciaország                                                                 | 4:04,15  | Camelia Potec · Románia                                                                  | 4:05,62  |
| 800 m-es gyorsúszás             | Alessia Filippi · Olaszország                                                           | 8:23,50     | Erika Villaecija Garcia · Spanyolország                                                       | 8:24,08  | Camelia Potec · Románia                                                                  | 8:25,28  |
| 1,500 m-es gyorsúszás           | Flavia Rigamonti · Svájc                                                                | 15:58,54 CR | Erika Villaecija Garcia · Spanyolország                                                       | 16:02,08 | Lotte Friis · Dánia                                                                      | 16:11,26 |
|                                 |                                                                                         |             |                                                                                               |          |                                                                                          |          |
| 50 m-es hátúszás                | Anasztaszija Zujeva · Oroszország                                                       | 28,05 ER    | Nina Zhivanevskaya · Spanyolország                                                            | 28,11    | Sanja Jovanović · Horvátország                                                           | 28,17    |
| 100 m-es hátúszás               | Anasztaszija Zujeva · Oroszország                                                       | 59,41 ER    | Laure Manaudou · Franciaország                                                                | 1:00,05  | Nina Zhivanevskaya · Spanyolország                                                       | 1:00,29  |
| 200 m-es hátúszás               | Laure Manaudou · Franciaország                                                          | 2:07,99     | Anasztaszija Zujeva · Oroszország                                                             | 2:09,59  | Szepesi Nikolett · Magyarország                                                          | 2:09,90  |
|                                 |                                                                                         |             |                                                                                               |          |                                                                                          |          |
| 50 m-es mellúszás               | Janne Schaefer · Németország                                                            | 31,08 CR    | Julia Jefimova · Oroszország                                                                  | 31,41    | Mirna Jukić · Ausztria                                                                   | 31,59    |
| 100 m-es mellúszás              | Mirna Jukić · Ausztria                                                                  | 1:08,18     | Alena Alekseeva · Oroszország                                                                 | 1:08,91  | Joline Höstman · Svédország                                                              | 1:08,94  |
| 200 m-es mellúszás              | Julija Jefimova · Oroszország                                                           | 2:24,09 CR  | Mirna Jukić · Ausztria                                                                        | 2:24,58  | Alena Alekseeva · Oroszország                                                            | 2:25,22  |
|                                 |                                                                                         |             |                                                                                               |          |                                                                                          |          |
| 50 m-es pillangóúszás           | Chantal Groot · Hollandia                                                               | 26,03       | Inge Dekker · Hollandia                                                                       | 26,30    | Sviatlana Khakhlova · Fehéroroszország                                                   | 26,52    |
| 100 m-es pillangóúszás          | Sarah Sjöström · Svédország                                                             | 58,44       | Inge Dekker · Hollandia                                                                       | 58,50    | Aurore Mongel · Franciaország                                                            | 58,54    |
| 200 m-es pillangóúszás          | Aurore Mongel · Franciaország                                                           | 2:06,59     | Kovács Emese · Magyarország                                                                   | 2:06,71  | Mireia Belmonte Garcia · Spanyolország                                                   | 2:09,32  |
|                                 |                                                                                         |             |                                                                                               |          |                                                                                          |          |
| 200 m-es vegyes úszás           | Mireia Belmonte Garcia · Spanyolország                                                  | 2:11,16 CR  | Verrasztó Evelyn · Magyarország                                                               | 2:12,93  | Camille Muffat · Franciaország                                                           | 2:13,63  |
| 400 m-es vegyes úszás           | Alessia Filippi · Olaszország                                                           | 4:36,68     | Hosszú Katinka · Magyarország                                                                 | 4:37,43  | Yana Martynova · Oroszország                                                             | 4:37,86  |
|                                 |                                                                                         |             |                                                                                               |          |                                                                                          |          |
| 4 × 100 m-es gyorsúszás váltó   | Hollandia · Inge Dekker · Ranomi Kromowidjojo · Femke Heemskerk · Marleen Veldhuis      | 3:33,62 WR  | Olaszország · Erika Ferraioli · Federica Pellegrini · Maria Laura Simonetto · Cristina Chiuso | 3:41,06  | Svédország · Claire Hedenskog · Josefin Lillhage · Ida Marko-Varga · Magdalena Kuras     | 3:41,28  |
| 4 × 200 m-es gyorsúszás váltó   | Franciaország · Laure Manaudou · Coralie Balmy · Mylene Lazare · Alena Popchanka        | 7:52,09     | Egyesült Királyság · Joanne Jackson · Melanie Marshall · Ellen Gandy · Caitlin McClatchey     | 7:52,36  | Olaszország · Alice Carpanese · Federica Pellegrini · Alessia Filippi · Renata Spagnolo  | 7:55,69  |
| 4 × 100 m-es vegyes úszás váltó | Egyesült Királyság · Elizabeth Simmonds · Kate Haywood · Jemma Lowe · Francesca Halsall | 3:59,33 ER  | Oroszország · Anasztaszija Zujeva · Julija Jefimova · Natalia Sutyagina · Daria Belyakina ·   | 4:00,47  | Hollandia · Hinkelien Schreuder · Jolijn van Valkengoed · Inge Dekker · Marleen Veldhuis | 4:04,41  |

### Műugrás

#### Férfi
| Versenyszám           | Arany                                         | Arany  | Ezüst                                                 | Ezüst  | Bronz                                             | Bronz  |
| --------------------- | --------------------------------------------- | ------ | ----------------------------------------------------- | ------ | ------------------------------------------------- | ------ |
| 1 m-es műugrás        | Illja Kvasa · Ukrajna                         | 454,65 | Joona Puhakka · Finnország                            | 432,80 | Cristopher Sacchin · Olaszország                  | 423,80 |
| 3 m-es műugrás        | Dmitry Sautin · Oroszország                   | 493,70 | Illja Kvasa · Ukrajna                                 | 468,70 | Joona Puhakka · Finnország                        | 441,80 |
| 3 m-es szinkronugrás  | Yuriy Kunakov · Dmitry Sautin · Oroszország   | 440,76 | Tobias Schellenberg · Andreas Wels · Németország      | 413,94 | Dmytro Lysenko · Anton Zakharov · Ukrajna         | 406,56 |
| 10 m-es toronyugrás   | Tom Daley · Egyesült Királyság                | 491,95 | Sascha Klein · Németország                            | 487,60 | Francesco Dell’Uomo · Olaszország                 | 481,30 |
| 10 m-es szinkronugrás | Patrick Hausding · Sascha Klein · Németország | 453,24 | Vadim Kaptur · Aliaksandr Varlamau · Fehéroroszország | 427,35 | Konstantin Khanbekov · Oleg Vikulov · Oroszország | 426,24 |

#### Női
| Versenyszám           | Arany                                                  | Arany  | Ezüst                                        | Ezüst  | Bronz                                         | Bronz  |
| --------------------- | ------------------------------------------------------ | ------ | -------------------------------------------- | ------ | --------------------------------------------- | ------ |
| 1 m-es műugrás        | Anna Lindberg · Svédország                             | 293,85 | Barta Nóra · Magyarország                    | 270,60 | Katja Dieckow · Németország                   | 264,15 |
| 3 m-es műugrás        | Yuliya Pakhalina · Oroszország                         | 347,40 | Katja Dieckow · Németország                  | 330,80 | Olena Fedorova · Ukrajna                      | 319,70 |
| 3 m-es szinkronugrás  | Yuliya Pakhalina · Anastasia Pozdnyakova · Oroszország | 327,57 | Heike Fischer · Ditte Kotzian · Németország  | 305,64 | Olena Fedorova · Alevtina Korolyova · Ukrajna | 301,86 |
| 10 m-es toronyugrás   | Tania Cagnotto · Olaszország                           | 355,35 | Iulia Prokopchuk · Ukrajna                   | 328,35 | Elina Eggers · Svédország                     | 319,65 |
| 10 m-es szinkronugrás | Annett Gamm · Nora Subschinski · Németország           | 336,63 | Alina Chaplenko · Iulia Prokopchuk · Ukrajna | 334,20 | Bátki Noémi · Tania Cagnotto · Olaszország    | 323,13 |

### Szinkronúszás
| Versenyszám           | Arany | Arany  | Ezüst | Ezüst  | Bronz | Bronz  |
| --------------------- | --- | ------ | --- | ------ | --- | ------ |
| Egyéni szabad program | Gemma Mengual · Spanyolország | 98,400 | Natalia Ishchenko · Oroszország | 98,300 | Beatrice Adelizzi · Olaszország | 94,000 |
| Páros szabad program  | Gemma Mengual · Andrea Fuentes · Spanyolország | 97,800 | Beatrice Adelizzi · Giulia Lapi · Olaszország | 94,900 | Daria Yushko · Xenia Sidorenko · Ukrajna | 93,900 |
| Csapat szabad program | Spanyolország · Alba Cabello · Ona Carbonell · Raquel Corral · Andrea Fuentes · Thais Henríquez · Gemma Mengual · Irina Rodríguez · Paola Tirados                                | 97,800 | Olaszország · Alessia Bigi · Elisa Bozzo · Costanza Fiorentini · Manila Flamini · Francesca Gangemi · Mariangela Perrupato · Sara Sgarzi · Federica Tommasi                    | 95,200 | Ukrajna · Anna Bagirova · Nadiya Berezhna · Anastasiya Chepak · Daria Iushko · Ganna Khmelnytska · Olga Kondrashova · Yuliya Maryanko · Kseniya Sydorenko                               | 93,300 |
| Kombinációs kűr       | Spanyolország · Alba Cabello · Raquel Corral · Andrea Fuentes · Thais Henríquez · Laura López · Gemma Mengual · Gisela Morón · Irina Rodríguez · Paola Tirados · Cristina Violán | 97,900 | Olaszország · Alessia Bigi · Elisa Bozzo · Costanza Fiorentini · Manila Flamini · Francesca Gangemi · Mariangela Perrupato · Dalila Schiesaro · Sara Sgarzi · Federica Tommasi | 95,100 | Ukrajna · Anna Bagirova · Nadiya Berezhna · Anastasiya Chepak · Inga Giller · Daria Iushko · Ganna Khmelnytska · Olga Kondrashova · Yuliya Maryanko · Olga Shevchuk · Kseniya Sydorenko | 94,100 |